# 韁紋似馬面單棘魨
韁紋似馬面單棘魨，為輻鰭魚綱魨形目鱗魨亞目單棘魨科的其中一種，為溫帶海水魚，分布於東印度洋澳洲南部及塔斯馬尼亞島海域，棲息深度可達120公尺，體長可達51公分，棲息在外海岩礁區，生活習性不明。